# 德川義直
德川義直（日语：／ Tokugawa Yoshinao，1601年1月2日—1650年6月5日），是德川家康的九男，母親是於龜之方，和八男仙千代是同父同母，乳名五郎太丸。御三家之一的尾張德川家家祖。

## 生涯

### 幼年和成為藩主
慶長五年（1600年），出生於伏見城。義直的乳名起初是千代丸，最後改成五郎太丸。據說改名五郎太丸是因為當時伏見城在築城牆，築城牆所用的石頭就叫做五郎太石，因此才取名五郎太丸，而這個名字也是家康親自命名。而五郎太丸元服後本來叫做義知，後改為義利，最後才是義直。
五郎太丸小的時候和弟弟紀州德川家初代長福丸（賴宣），水戶德川家初代鶴千代（賴房）一起，在駿府城由家康親自撫養。
慶長八年（1603年），四歲領甲斐國府中藩二十五萬石。慶長十一年（1606年），才六歲的五郎太丸元服，改名為義利。翌年，慶長十二（1607年）年時，兄長忠吉（家康四子）病逝。由於忠吉並沒有子嗣（一子早逝），義利轉封尾張清洲藩五十三萬石。
後來義利成為尾張德川家初代，但那時義利還年幼，尾張的政務都是交由犬山城主的平岩親吉，竹腰正信（義直的異父兄），渡邊守綱，成瀨正成處理，義利自己則是在駿府城家康那兒。義利和生母於龜之方一起到名古屋城，是家康去世後的事。　
慶長十六年（1611年），豐臣秀賴在二條城與家康會見，那時義利擔任迎送的角色，在慶長十九年（1614年）和元和元年（1615年）的大坂之戰，義利也有出征。

### 親政
元和元年（1615年），十五歲的義利娶淺野幸長的女兒春姬為正室。元和二年（1616年），父親家康去世，享年七十五歲。元和五年（1619年），義利的領地增加為六十一萬石。元和七年（1621年），義利改名為義直。寬永元年（1623年）立津田信益的女兒於佐井為側室，於佐井之後在京都服侍東福門院（德川和子）。寬永三年（1626年），任從二位權大納言。
尾張藩在義直時期就已經打好基礎，並且強化藩的制度。據說他尊王的志向很厚，比起武術，年幼時期更喜歡學問。拜堀杏庵為師，林羅山忍岡開設私塾時也曾贈送孔子像等。而他幾乎親自編輯『德川氏宗譜』『東照宮御年譜』等著作。
寬永十四年（1637年），正室春姬去世，享年三十五歲。義直和春姬之間的夫妻關係良好，不過兩人並沒有孩子，不久之後，義直立側室於佐井成為繼室，而於佐井從京都回到江戶。其他較有名的側室，就只有二代藩主光友的母親，於尉之方。
慶安二年（1649年），義直的中風復發，翌年，慶安三年（1650年）5月7日，義直逝世，享年五十歲。義直的墓在尾張國的定光寺，諡號是敬公，正式的法名是尾張二品亞相尾陽侯源敬公神主。

## 官職位階履歷
※日期＝舊曆
- 慶長八年（1603年），領甲斐國府中藩主二十五萬石
- 慶長九年（1604年）一月五日，任正五位下
- 慶長十一年（1606年）八月十一日，元服，改名為義利，任從四位下右兵衛督。
- 慶長十二年（1607年）閏四月二十六日，轉封尾張國清洲藩主五十三萬石。
- 慶長十五年（1610年）閏二月六日，改封尾張國名古屋藩主五十三萬石。
- 慶長十六年（1611年）三月二十日，任從三位參議兼左近衛權中將。年月不詳，參議辭職。
- 元和三年（1617年）七月十九日，任權中納言。七月二十日，權中納言辭任。
- 元和五年（1619年），領地增加為六十一萬石。
- 元和七年（1621年）六月十八日，改名為義直。
- 寬永三年（1626年）八月十九日，任從二位權大納言。
- 明治三十三年（1900年）五月四日，贈正二位。

## 家族

### 妻妾
- 正室：淺野春姬
- 繼室：於佐井之方
- 側室：於蔚之方

### 子女
- 長子：光友（母於蔚之方）
- 長女：京姬（母於佐井之方）